# Mars 1788
Cette page présente les faits marquants du mois de mars 1788.

## Événements

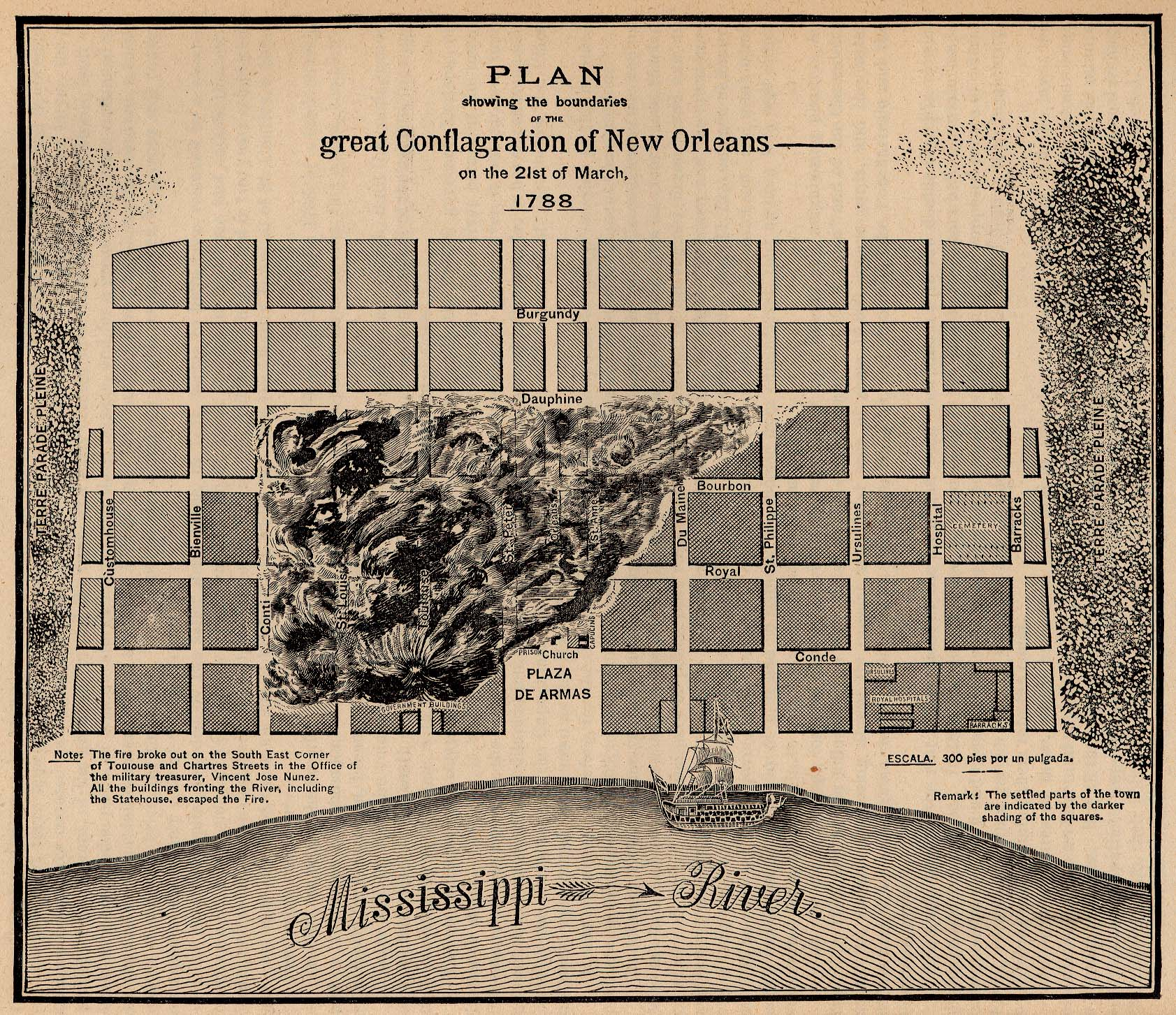
Le grand incendie de La Nouvelle-Orléans : carte montrant le secteur en flammes

- 6 mars : établissement britannique dans l’île Norfolk[1].

- 6 mars - 9 mars : grand incendie de Kyôto (Japon)[2].

- 21 mars : le grand incendie de La Nouvelle-Orléans (Great New Orleans Fire) tue 25 % de la population et détruit 856 bâtiments, y compris la Cathédrale Saint-Louis de La Nouvelle-Orléans, laissant la majeure partie de la ville en ruines.

- 25 mars : Joseph II rejoint Lacy à Futak pour se mettre à la tête des troupes autrichiennes en Serbie[3].

## Naissances
- 7 mars : Antoine Becquerel (mort en 1878), physicien français.
- 21 mars : Ignace Venetz (mort en 1859), ingénieur, naturaliste, hydrologue et glaciologue suisse.
- 22 mars : Pierre Joseph Pelletier (mort en 1842), pharmacien français.

## Décès

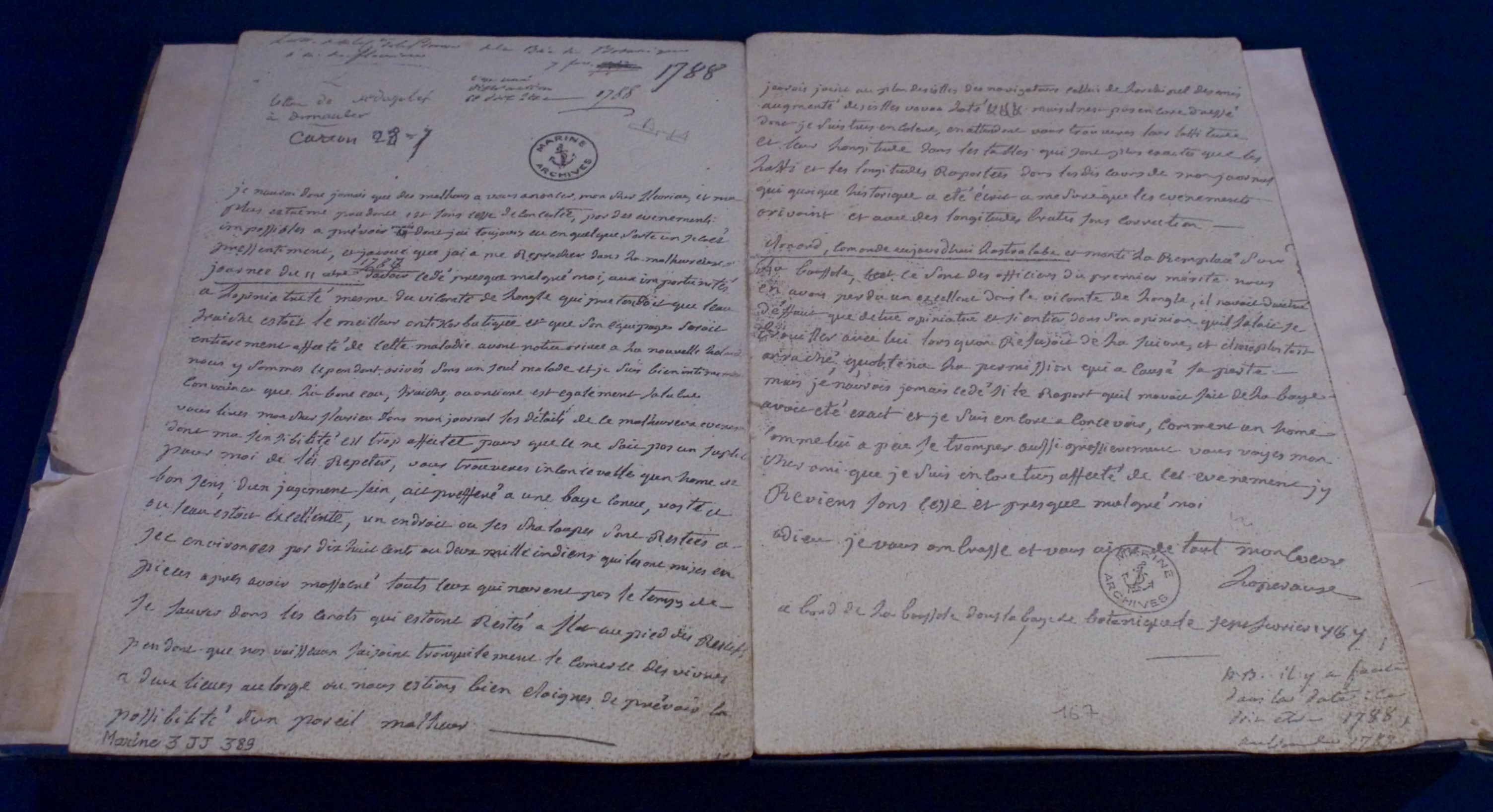
Dernière lettre de Jean-François de La Pérouse

- 2 mars : Salomon Gessner, poète suisse d’expression allemande (Zurich, 1730-1788).
- Après le 10 mars : Jean-François de La Pérouse, navigateur français[4].
- 20 mars : François Poulletier de La Salle (né en 1719), médecin et chimiste français.